# Juan Hiracio Videla
Juan Hiracio Videla, reconocido médico sanjuanino, nacido el 24 de junio de 1855. También tuvo una breve actuación política, fue Ministro de Gobierno de su provincia y Diputado provincial.
En 1880, siendo estudiante de medicina, participó en la atención de los heridos de las tropas nacionales del General Levalle, durante la Revolución de Carlos Tejedor, actuando con empeño como practicante en los Hospitales de Lomas de Zamora y de la Convalecencia.
Se doctoró en la Universidad Nacional de Buenos Aires en 1885, con una tesis sobre la enfermedad de Parkinson.
Prestó servicio en el Ejército Argentino, como médico de los batallones Nº15 de Infantería y Nº8 de Caballería asentados en San Juan, alcanzando el grado de Teniente Coronel de Sanidad ("Cirujano de División") y el cargo Jefe de Sanidad Militar de Cuyo.
Fue el primer Director del Hospital Rawson de la ciudad de San Juan, desempeñándose desde el 17 de marzo de 1877 hasta el 16 de mayo de 1923, en que es exonerado por el gobierno de Federico Cantoni, generando luchas y verdaderas guerras entre los partidarios del amiguismo político y los médicos, que apoyaron sus titánicos esfuerzos para la construcción el nuevo edificio del hospital, obra monumental que había proyectado en 1905 y cuya piedra basal colocó en 1913.
Desde 1904 fue presidente del Consejo de Higiene de San Juan, por su responsabilidad y preparación científica y además miembro del Tribunal de Medicina provincial
Como presidente de la "comisión central Pro Monumento a los Guerreros del Paraguay", propuso la construcción de un monumento alegórico a sus coprovincianos muertos por heridas recibidas en combate durante la Guerra de la Triple Alianza, el cual fue levantado por suscripción pública e inaugurado el 18 de julio de 1906, aniversario del asalto del Boquerón.
En 1930, el interventor nacional Celso Rojas anula por decreto la exoneración del Dr. Hiracio Videla expresando: “como obra de buen gobierno reparo las injusticias cometidas”.
El pabellón central del Hospital Rawson, declarado "histórico" a nivel provincial por su valor, estético, tecnológico, y por supuesto, histórico, hoy lleva su nombre.